# Wardrecques
Wardrecques é uma comuna francesa na região administrativa de Altos da França, no departamento de Pas-de-Calais. Estende-se por uma área de 3,72 km². Em 2010 a comuna tinha 1 359 habitantes (densidade: 365,3 hab./km²).